# سفر شب
سفر شب با نام کامل سفر شب و ظهور حضرت نخستین رمانِ بهمن شعله‌ور است که در سال ۱۳۴۶ از سوی انتشارات خوشه منتشر شد.

## پیشینه
پس از تحریم و جمع‌آوری سفر شب در ایران شعله‌ور از ترکیه به ایالات متحده آمریکا مهاجرت کرد.

## داستان
سفر شب در ۱۲ فصل نوشته شده و داستان جوانی به نام هومر است که در دهه چهل در تهران با دوستانش به کافه‌گردی و خیابان‌گردی مشغولند. او آرزومند است در نقش هملت بازی کند اما او را در نقش امیرارسلان به بازی می‌گیرند. دست آخر تصمیم می‌گیرد پدرش را الگوی زندگی قرار داده و جز به پول و ملک به چیزی فکر نکند و خود را به دیوانگی می‌زند.